# Uniwersytet w Bayreuth
Uniwersytet w Bayreuth (niem. Universität Bayreuth) – publiczny uniwersytet z siedzibą w Bayreuth w kraju związkowym Bawaria w Niemczech. Od początku swojego istnienia koncentruje się na współpracy międzynarodowej i interdyscyplinarności. Jest podzielony na siedem wydziałów. Po ich ukończeniu absolwentowi nadawany jest tytuł licencjata lub magistra.
Instytucja została utworzona z dniem 1 stycznia 1972 roku (decyzję o utworzeniu sygnowano w dniu 23.12.1971 roku). W październiku 1975 roku na trzech wydziałach naukę rozpoczęło 632 studentów, co można uznać za początek działalności jako uniwersytet.
W 2017 roku uniwersytet zajął 29. miejsce w światowym rankingu uniwersytetów Times Higher Education, w którym uwzględniono uniwersytety założone mniej niż 50 lat temu. Uczelnia jest członkiem Elitenetzwerk Bayern, skupiającej uniwersytety badawcze oferujące programy dla absolwentów i międzynarodowe programy doktoranckie.

## Organizacja

### Prezydenci
| Prezydenci         | od   | do     |
| ------------------ | ---- | ------ |
| Klaus Dieter Wolff | 1973 | 1991   |
| Helmut Buettner    | 1991 | 1997   |
| Helmut Ruppert     | 1997 | 2009   |
| Rüdiger Bormann    | 2009 | 2013   |
| Stefan Leible      | 2013 | obecny |

### Wydziały
Uniwersytet w Bayreuth dzieli się na siedem wydziałów:
- Wydział Matematyki, Fizyki i Informatyki[6]
- Wydział Biologii, Chemii i Nauk o Ziemi[7]
- Wydział Prawa Administracyjnego i Nauk Ekonomicznych[8]
- Wydział Językoznawstwa i Literaturoznawstwa[9]
- Wydział Kulturoznawstwa[10]
- Wydział Inżynierii Materiałowej i Materiałoznawstwa[11]
- Wydział Nauk o Życiu, Odżywianiu i Zdrowiu (Kampus Kulmbacha)[12]

### Udogodnienia
- Biblioteka Uniwersytecka
- Centrum językowe
- Centrum Techniki Informatycznej
- Centrum Pomocy Technicznej
- Uniwersytecki Ogród Botaniczny
- Laboratorium medialne i medialnych środków przekazu
- Stołówka

### Biblioteka
Biblioteka akademicka uczelni podzielona jest na następujące oddziały:
1. Biblioteka Centralna ze zintegrowaną Wydziałową Biblioteką Nauk Społecznych (GW)
2. Biblioteka Ekonomicznej Analizy Prawa (RW)
3. Biblioteka Biologii / Chemii (NW I)
4. Biblioteka Matematyki / Fizyki / Informatyki / Inżynierii (NW II)
5. Biblioteka Nauk o Ziemi (GEO)
6. Biblioteka Instytutu Teatru Muzycznego, Zamek Thurnau (FIMT)
7. Na pomieszczenia biblioteczne adaptowane są także dodatkowe pomieszczenia przy Geschwister-Scholl-Platz (GSP)

## Absolwenci
- Andreas Voßkuhle(inne języki), prezes Federalnego Trybunału Konstytucyjnego Niemiec[14]
- Auma Obama(inne języki), przyrodnia siostra byłego prezydenta USA Baracka Obamy[15]
- Eberhard Bodenschatz(inne języki), dyrektor Max-Planck-Institut für Dynamik und Selbstorganisation[16]
- Thomas Hacker(inne języki), lider Wolnej Partii Demokratycznej w parlamencie Bawarii[17]
- Ulrike Gote(inne języki), sekretarz parlamentarny partii Zielonych w bawarskim parlamencie[18]

Uniwersytet miał również w swojej historii przypadek odebrania doktoratu jednemu z absolwentów. Karl-Theodor zu Guttenberg, niemiecki federalny minister obrony, otrzymał doktorat summa cum laude z zakresu prawa konstytucyjnego przyznany mu przez Wydział Nauk Prawnych i Ekonomicznych w 2007 roku. Po ujawnieniu obszernego plagiatu w rozprawie Guttenberga zatytułowanej „Konstytucja i Traktat Konstytucyjny. Konstytucyjne stopnie rozwoju w Stanach Zjednoczonych i Unii Europejskiej” w lutym 2011 roku niemieckie media skrytykowały także uniwersytet w Bayreuth. Rzecznik uniwersytecki zaprzeczył zarzutom przekupstwa i korupcji politycznej. Uniwersytet odebrał doktorat Guttenbergowi, a on sam został zmuszony do rezygnacji z zajmowanego stanowiska.

## Wykładowcy
- Ibrahim Fouad (ur. 1938) – emerytowany profesor geografii[22]